# バレーボールエストニア男子代表
バレーボールエストニア男子代表は、バレーボールの国際大会で編成されるエストニアの男子バレーボールナショナルチームである。
1991年まではソビエト連邦の一部だったため、本項では1992年以降の成績を記す。

## 歴史
1992年に国際バレーボール連盟へ加盟。ソビエト連邦から独立後のエストニアとしての世界選手権の出場はまだなく、大陸予選で敗退している。欧州選手権は2009年欧州選手権予選の2次ラウンドをグループトップで勝ち抜き、初めて出場権を獲得。本選では出場16カ国中14位に終わったものの、人口140万人足らずのエストニアの欧州選手権の出場権獲得は、それまでのスロベニアの200万人を下回り、歴代出場国の中で最も小さな国として記録更新となった。2011年欧州選手権予選では3次ラウンド・プレーオフでオランダに快勝し、2大会連続出場を決めた。

## 過去の成績

### オリンピックの成績
- 出場なし

### 世界選手権の成績
- 1994年 - 不出場
- 1998年 - 欧州予選敗退
- 2002年 - 欧州予選敗退
- 2006年 - 欧州予選敗退
- 2010年 - 欧州予選敗退

### 欧州選手権の成績
- 2005年 - 予選敗退
- 2007年 - 予選敗退
- 2009年 - 14位
- 2011年 -